# Prairie du Rocher (Illinois)
Pour les articles homonymes, voir Prairie du Rocher (homonymie).
Prairie du Rocher est une ville de l'Illinois, dans le comté de Randolph aux États-Unis. En 2010, la ville comptait 604 habitants. Prairie du Rocher a été fondé par des colons Canadiens en 1722 juste après la construction du fort de Chartres par le gouverneur de la Louisiane française, Pierre Dugué de Boisbriant.
Prairie du Rocher est une des plus vieilles communautés fondées au XVIIIe siècle à quatre miles du fort de Chartres, site d'une fortification militaire et coloniale établie en 1718. Le fort et le village firent partie d'un vaste territoire en Amérique du Nord, la Nouvelle-France.

## Historique

### Nouvelle-France
En 1718, Pierre Dugué de Boisbriant construit le premier fort de Chartres. En 1722, Sainte-Thérèse Langlois, un neveu de Boisbriant, fonda Prairie du Rocher. Le village fut construit sur un terrain donné par la Compagnie des Indes. Boisbriant devient plus tard le commandant de la région. Le village fut stratégiquement localisé sur les terres fertiles du Mississippi. Les surplus de la production agricole des habitants fut vendu à La Nouvelle-Orléans et à d'autres communautés au sud de la Louisiane.
Parce que les habitants ne pratiquaient pas la fertilisation, le sol devient épuisé. En plus, l'augmentation de la population fit qu'il n'y avait pas assez de terres agricoles pour tout le monde. Alors, quelques habitants déménagèrent sur le côté ouest du Mississippi et fondèrent Sainte-Geneviève en 1750.

### Contrôle britannique
Après la victoire dans la guerre de Sept Ans, les Britanniques prirent possession des territoires du côté est du Mississippi, excluant La Nouvelle-Orléans.  Les Britanniques arrivèrent en 1765 et plusieurs habitants traversèrent la rivière pour éviter leur domination. Ils allèrent à Sainte-Geneviève et Saint-Louis en Louisiane espagnole.

### Révolution américaine
Durant la Révolution américaine, George Rogers Clark captura Prairie du Rocher pour les colonies américaines, ce qui contribua à la capture de Vincennes. Sa campagne obligea les autres habitants à déménager sur le côté ouest du Mississippi en Louisiane espagnole, ce qui laissa peu d'habitants à Prairie du Rocher. C'est alors que les terres et maisons furent données aux membres du groupe de Clark.

### Inondation de 1993
Prairie du Rocher fut une des rares villages à être épargnés par le fleuve Mississippi pendant l'inondation de 1993. Cependant le fort de Chartres fut inondé.

## Prairie du Rocher aujourd'hui
Prairie du Rocher est un village riche en histoire. Quelques bâtiments fut rénovés ainsi que certains édifices qui datent de la période de la Nouvelle-France.

## Fort de Chartres
Le fort de Chartres est un fort militaire datant de l'époque de la Nouvelle-France construit au XVIIIe siècle.